# Dymitr (biskup koptyjski)
Dymitr (ur. 23 lutego 1948) – palestyński duchowny Koptyjskiego Kościoła Ortodoksyjnego posługujący w Egipcie, od 1986 biskup Mallawi.

## Życiorys
24 czerwca 1978 złożył śluby zakonne w monasterze św. Menasa. Sakrę biskupią otrzymał 26 maja 1991.